# Strichelfächerschwanz
Der Strichelfächerschwanz (Rhipidura isura) ist ein Singvogel aus der Familie der Fächerschwänze (Rhipiduridae), der von Neuguinea bis nach Australien vorkommt. Im Vergleich zu den ebenfalls in Australien vorkommenden beiden Arten Garten- und Fuchsfächerschwanz ist diese Art noch sehr wenig erforscht.
Die Bestände des Strichelfächerschwanzes gelten in seinem gesamten Verbreitungsgebiet als nicht gefährdet. Es werden mehrere Unterarten unterschieden. Besonders viele Unterarten kommen auf den Inseln des Bismarck-Archipels vor.

## Merkmale
Zwischen den Geschlechtern des Strichelfächerschwanzes besteht weder in der Gefiederfärbung noch im Körperbau ein Dimorphismus.
Er erreicht eine Körperlänge von 16 bis 18,5 cm. Der Schnabel ist 15,3–18,6 mm lang. Er hat eine Flügellänge von 73–91,5 mm, sein Schwanz misst 78–96 mm.  Das Gewicht liegt zwischen 10 und 15 g.
Bei den adulten Vögeln sind Kopf und Hals dunkelgrau. Die Zügel und die Ohrdecken sind etwas dunkler und kontrastieren auffällig mit dem weißen Kinn und Kehle und dem feinen, weißen Strich über und vor dem Auge. Die übrige Körperoberseite ist dunkelgrau mit etwas dunkleren und brauneren Flügeln und ebenso gefärbten Schwanzgefieder. Über die Brust verläuft ein breites graues Brustband mit kurzen weißlichen Stricheln und treppenförmigen Flecken, der Bauch ist isabellfarben, die Flanken dagegen sind dunkelgrau. Das äußerste Steuerfederpaar ist auf der Unterseite zur Hälfte weiß, die dunkelgraue basale Hälfte ist weiß gesäumt.
Der Schnabel ist schwarz, die Iris ist schwarzbraun. Die Beine und Füße sind dunkelgrau bis schwarz.
Jungvögel ähneln den adulten Vögeln, lediglich die Flügeldecken haben isabellfarbene Spitzen.

## Verbreitungsgebiet der einzelnen Unterarten

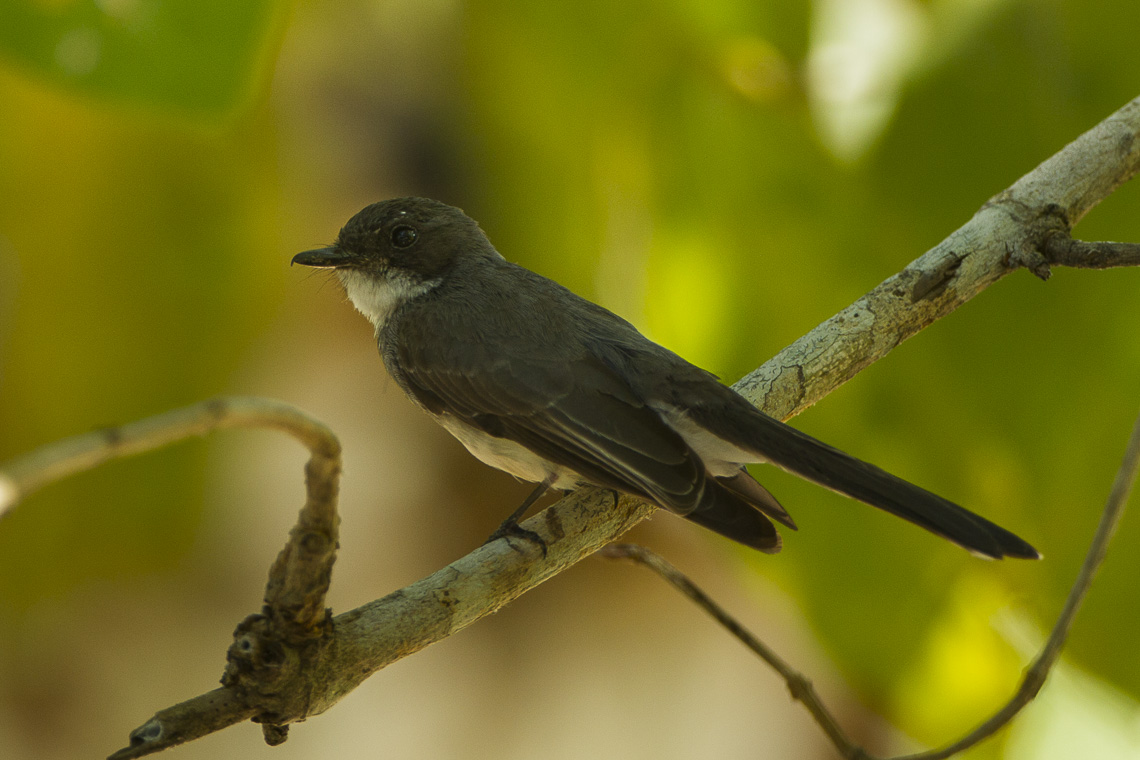
Strichelfächerschwanz, Darwin, Australien

Es werden für den Strichelfächerschwanz eine Reihe von Unterarten unterschieden:
- R. i. vidua Salvadori & Turati, 1874 – Kofiau, eine Insel vor der Westküste Neuguineas.
- R. i. gularis S. Müller, 1843 – Gebe, eine Insel vor der Westküste Neuguineas sowie Inseln in der Cenderawasih-Bucht sowie Inseln in der Torres-Straße.
- R. i. nigromentalis E. J. O. Hartert, 1898 – Louisiade-Archipel, eine Inselgruppe im äußersten Südosten Papua-Neuguineas. Der Archipel umfasst ca. 90 Inseln und hat eine Gesamtfläche von 1600 km².
- R. i. niveiventris Rothschild & E. J. O. Hartert, 1914 – Admiralitätsinseln, die zum Bismarck-Archipel gehören und eine Inselgruppe im Pazifischen Ozean nordöstlich von Neuguinea bilden.
- R. i. mussai Rothschild & E. J. O. Hartert, 1924 – St.-Matthias-Inseln, eine Gruppe von etwa 10 Vulkaninseln, nördlich von Neubritannien im Bismarck-Archipel gelegen.
- R. i. setosa (Quoy & Gaimard, 1830) – Lavongai, Neuirland und Dyaul im Bismarck-Archipel.
- R. i. gigantea Stresemann, 1933 – TTabar-Inseln und Lihir-Inseln im Bismarck-Archipel.
- R. i. tangensis Mayr, 1955 – Insel Boang der Tanga-Inseln im Bismarck-Archipel
- R. i. finschii Salvadori, 1882 – Duke-of-York-Inseln, Neubritannien, Watom und Duportail im Süden des Bismarck-Archipels.
- R. i. isura Gould, 1841 – Nordaustralien. Das Verbreitungsgebiet reicht von Broome im Norden des australischen Bundesstaates Western Australia bis in den Nordosten von Queensland.

In seinem gesamten Verbreitungsgebiet gilt der Strichelfächerschwanz als ein Standvogel. Auf diese Ortstreue deuten auch Beringungsdaten hin: Die Strichelfächerschwänzen, die in Neuguinea und Australien beringt und später wieder aufgefunden wurden, hatten sich weniger als 10 Kilometer vom ursprünglichen Bedingungsort entfernt.

## Lebensraum

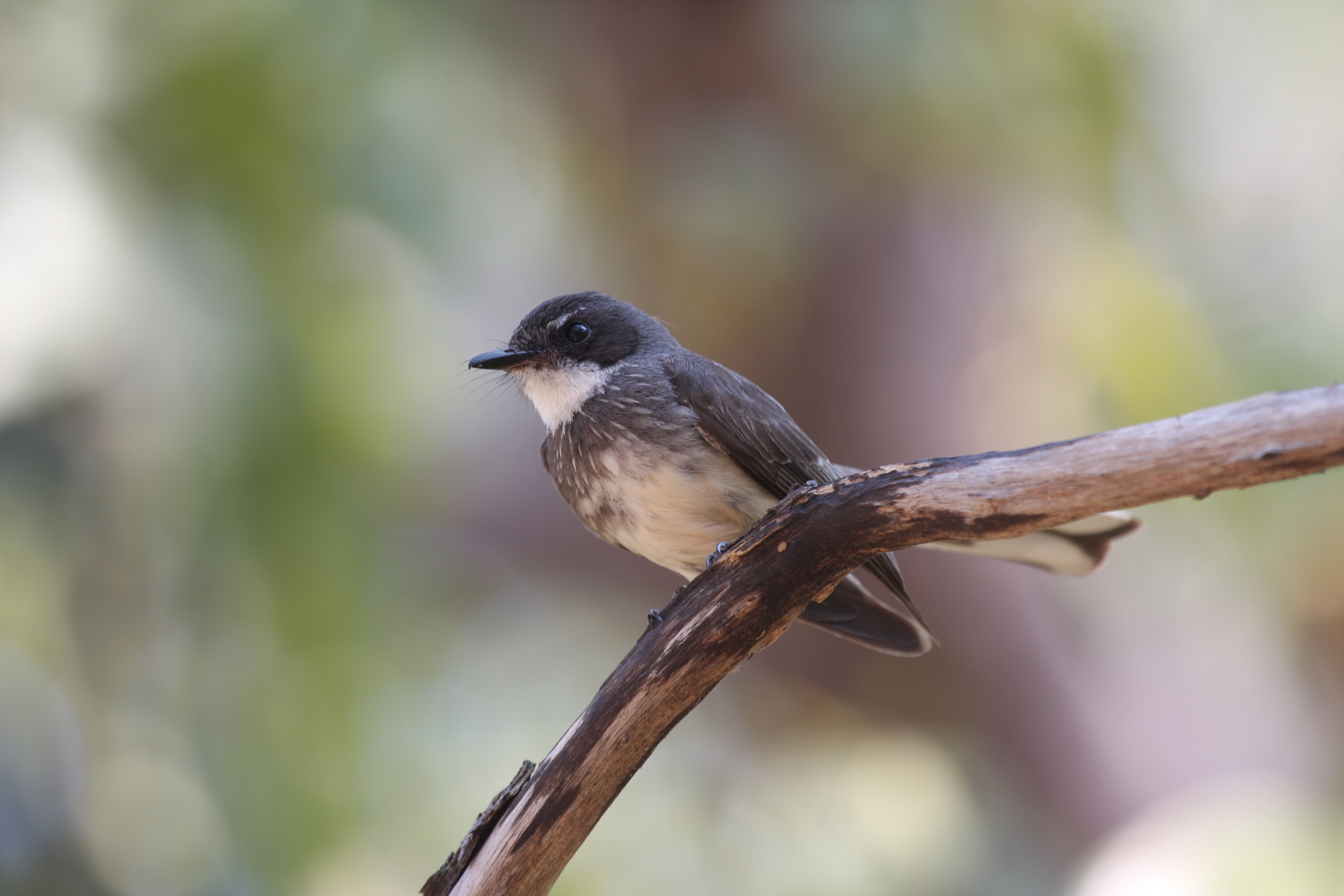
Strichelfächerschwanz, Australien

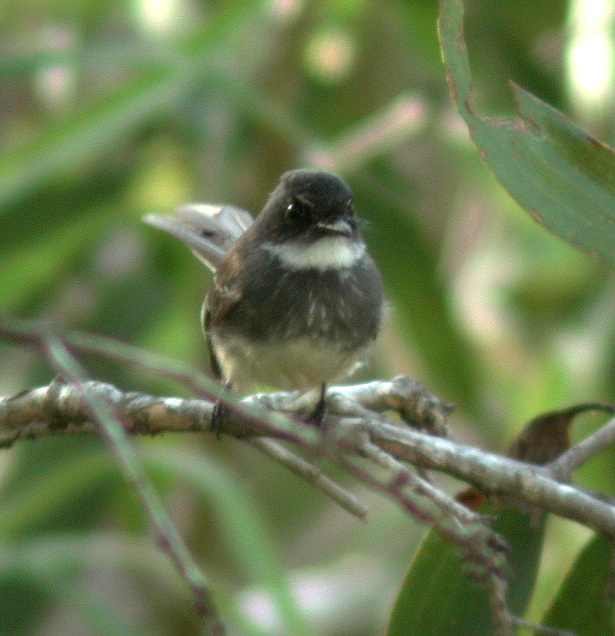
Strichelfächerschwanz, Queensland

Der Lebensraum des Strichelfächerschwanzes sind dichte Wälder wie Regenwälder, Myrtenheidenwäldern, Monsun-Regenwald und Mangroven. in Australien besiedelt der Strichelfächerschwanz auch Wälder entlang von Fließgewässern.

## Nahrung
Der Strichelfächerschwanz frisst ausschließlich Insekten. Er findet seine Nahrung im unteren Baumkronenbereich. Einen großen Teil seiner Beute fängt er im Flug. Er ist regelmäßig auf Ansitzwarten zu sehen, von denen aus er seinen Beutetieren auflauert.

## Fortpflanzung
Die Fortpflanzungsbiologie des Strichelfächerschwanzes ist bislang nur unzureichend untersucht. Gelege wurden bislang im Zeitraum Juli bis Januar gefunden. Das Nest wird in Büschen und Bäumen errichtet. Es ist ein napfförmiges Nest, welches wie bei vielen Fächerschwänzen ein schwanzförmiges Anhängsel hat, das im Durchschnitt eine Länge von 5,6 Zentimeter hat. Das Nest wird deswegen immer wieder mit der Form eines Weinglases verglichen. Gebaut wird das Nest aus feinen Rindenstreifen und Spinnweben. Es hat einen äußeren Durchmesser von 5,8 Zentimeter, der innere Durchmesser beträgt 4,6 Zentimeter.
Das Gelege besteht aus einem bis drei Eiern. Vermutlich brüten beide Elternvögel, dies ist aber noch nicht abschließend untersucht. Brutzeit und Nestlingszeit sind bislang nicht bekannt.

## Einzelbelege
1. ↑  Higgins, Peter & Cowling: Handbook of Australian, New Zealand & Antarctic Birds: Volume 7 Boatbill to Starlings, Part A: Boatbill to Larks. S. 220.
2. 1 2 3  Higgins, Peter & Cowling: Handbook of Australian, New Zealand & Antarctic Birds: Volume 7 Boatbill to Starlings, Part A: Boatbill to Larks. S. 222.
3. 1 2   Handbook of the Birds of the World zum Strichelfächerschwanz, aufgerufen am 19. Mai 2017.
4. ↑  Higgins, Peter & Cowling: Handbook of Australian, New Zealand & Antarctic Birds: Volume 7 Boatbill to Starlings, Part A: Boatbill to Larks. S. 217.
5. ↑  Higgins, Peter & Cowling: Handbook of Australian, New Zealand & Antarctic Birds: Volume 7 Boatbill to Starlings, Part A: Boatbill to Larks. S. 219.